# Porphyrinia gracilis
Porphyrinia gracilis är en fjärilsart som beskrevs av W. Warren 1912. Porphyrinia gracilis ingår i släktet Porphyrinia och familjen nattflyn. Inga underarter finns listade i Catalogue of Life.